# Xysticus laetus
Xysticus laetus är en spindelart som beskrevs av Tord Tamerlan Teodor Thorell 1875. Xysticus laetus ingår i släktet Xysticus och familjen krabbspindlar. Inga underarter finns listade i Catalogue of Life.